# Ильин, Денис Павлович
 Ильин, Денис Павлович (род. 1 июня 1980, Крапивинский район, Кемеровская область, РСФСР, СССР) — мэр Новокузнецка с 26 декабря 2024 года.

## Биография
Родился 1 июня 1980 года в поселке Каменный Крапивинского района. В 2004 году окончил Кемеровский сельскохозяйственный институт. В 2013 и 2015 годам прошел переподготовку в Кузбасской сельскохозяйственной академии. В 2021 закончил аспирантуру КСХА по специальности «Экономика». С 2001 года по 2008 год служил в подразделении СОБР Кемеровской области, участвовал в командировках на Северном Кавказе.
С 2008 года по 2010 год работал в аппарате Администрации Кемеровской области. В 2010 году избран главой Промышленновского района.
В 2015 году избран главой Крапивинского района. Переизбран в 2020 году.
С ноября 2021 года по декабрь 2024 года занимал должность заместителя председателя Правительства Кемеровской области – Кузбасса.
Глава города Новокузнецка с 26 декабря 2024 года.

## Выборы мэра
25 декабря прошло заседание конкурсной комиссии по отбору на пост главы города Новокузнецка.
В Новокузнецке депутаты Городского Совета 26 декабря 2024 года избрали мэра города. Денис Ильин стал новым мэром Новокузнецка, за него отдано — 28 голосов.
На пост мэра претендовали четыре человека, среди них не было Евгения Бедарева. Инаугурация Дениса Ильина прошла 27 декабря 2024 года.

## Награды
- «За отвагу»
- «За отличие в охране общественного порядка»
- Орден «За обустройство Земли Кузнецкой»
- Медали: «За особый вклад в развитие Кузбасса» III степени, «За честь и мужество», «За веру и добро», «За служение Кузбассу»
- Имеет золотой знак «Кузбасс»

## Сочинения
- Производство семян масличных культур в Кузбассе